# Долњи Хоржице
Долњи Хоржице (чеш. Dolní Hořice) је насељено мјесто са административним статусом сеоске општине (чеш. obec) у округу Табор, у Јужночешком крају, Чешка Република.

## Становништво
Према подацима о броју становника из 2014. године насеље је имало 825 становника.